# Pontonema arcticum
Pontonema arcticum är en rundmaskart som först beskrevs av Hans August Kreis 1928.  Pontonema arcticum ingår i släktet Pontonema och familjen Oncholaimidae. Inga underarter finns listade i Catalogue of Life.